# Sophia von Montferrat
Sophia von Montferrat (auch Montserrat; * um 1394, † 1434 in Trino bei Casale) war gekrönte oströmische Kaiserin und 1421–1426 Gattin des Kaisers Johannes VIII.
Sophia (Sofia) wurde geboren als Tochter des Teodoro II Paleologo, Marchese del Monferrato mit Sitz in Chivasso, und der französischem Hochadel entstammenden Jeanne de Bar (± 1374–1402). Seit Geburt oder einem frühen Unfall galt ihr Gesicht als ungestaltet, ja hässlich. 1405 wurde sie mit Filippo Maria Visconti verlobt, die Verbindung jedoch bald gelöst. Etwa 15 Jahre später wird sie Gegenstand einer politisch motivierten Übereinkunft zwischen Papst Martin V. und Kaiser Manuel II., dessen Söhne mit lateinischen Prinzessinnen zu verheiraten. Der Kaiser bewog seinen verwitweten Sohn und Mitkaiser  Johannes, einer Heirat mit der jetzt etwa gleichaltrigen Sophia zuzustimmen. Der Ehevertrag von 1420 enthielt anscheinend die in solcherart Fällen ganz ungewöhnliche Bestimmung, dass die katholische Braut nicht zur Orthodoxie ihres kaiserlichen Gatten überzutreten hatte. Auf die Reise nach Konstantinopel begleitete sie Cleofa Malatesta da Pesaro († 1433), dazu ausgewählt, einen zweiten Sohn Kaiser Manuels II. zu heiraten, den Despoten Theodoros II Palaiologos. Die Hochzeit Sophias und ihre Krönung zur Kaiserin fanden am 19. Januar 1421 wohl in der Konstantinopler Kathedrale Hagia Sophia statt. Die Eheleute blieben jedoch im Religiösen und auch persönlich einander fremd. Johannes fand Sophia offenbar körperlich abstoßend und wandte sich anderen Frauen zu. Im August 1426 floh Sophia, schwerlich gegen den Willen Johannes’ VIII., über Pera aus Konstantinopel nach Italien. Von ihren Schätzen soll sie, als Beleg ihrer hohen Würde, allein ihre Krone mitgenommen haben. Ihre letzten Lebensjahre verbrachte sie in einem italienischen Kloster und starb am 21. August 1434.